# Paul Loiseau-Rousseau
Paul Loiseau-Rousseau né à Paris, dans le  6e arrondissement, le 20 avril 1861 et mort dans la même ville et le même arrondissement, le 29 mars 1927 est un sculpteur français.

## Biographie

### Jeunesse et formation
Dans sa jeunesse, Paul Loiseau-Rousseau projeta de se consacrer à l'eau-forte, fut élève de Antoine-Louis Barye à l'École des beaux-arts de Paris et exposa pour la première fois au Salon en 1886. À la suite d'ennuis de santé et de problèmes financiers, il dut quitter les Beaux-Arts.
Il suivit ensuite les cours du soir du sculpteur Théophile Barrau et ne présenta aux Salons que des œuvres de petits formats qui rencontrèrent le succès. Il obtint alors une bourse en 1892 et put ainsi voyager en Afrique.

### Carrière artistique
Ces voyages furent à l'origine de ses œuvres orientalistes qui s'inscrivirent dans la continuité de celles de Charles Cordier.
En 1893, il exposa au Salon, Salem, nègre jouant du goumbri (plâtre) et en 1895 un buste de Nègre du Soudan en plâtre patiné. En 1897, il présenta au Salon le buste en marbre et bronze de Salem, nègre du Soudan. Il a également représenté des scènes de tauromachie des personnages du Moyen Âge et de la Renaissance.

### Hommages et distinctions
Son talent fut remarqué et il obtint au Salon en 1892 la troisième médaille, en 1895, la deuxième et une médaille d'or à l'Exposition universelle de 1900.
Il est nommé chevalier de la Légion d'honneur en 1901.

## Œuvres
- Andromède, plâtre, Langres, musée d'Art et d'Histoire.
- Colombine, statuette en bronze, Salon de 1888.
- Salem, nègre jouant du goumbri, Salon de 1893 (plâtre, repris en fonte bronzée au Salon de 1894).
- Nègre du Soudan, buste en plâtre patiné, 1895.
- Les Adieux de Cléopâtre, groupe en bronze, ivoire, or et pierres précieuses, Salon de 1896.
- Harpiste égyptien, statuette en bronze et argent, Salon de 1896.
- Jacques Cujas, buste sur pied en gaine, 1897 (cour d'appel de Grenoble, salle des pas perdus, à l’étage de l’aile nord[5])
- Salem, Nègre du Soudan, buste en marbre et bronze, Salon de 1897, Amiens, musée de Picardie.
- L'Arabe Salem, 1897, fonte, Tervueren, parc du musée royal de l’Afrique centrale[6].
- Le Supplice de la croix et Musicien nègre, deux statues en marbre et bronze, Salon de 1898.
- Jeune Hollandaise, buste en marbre et bronze, Salon de 1899.
- Le Lierre, bas-relief en bronze, Salon de 1903.
- Esclave, statuette en bronze, Salon de 1905.
- Béatrice, buste en bronze, marbre et onyx, Salon de 1906.
- Béatrix de Gâvre cour du château de Laval, 1907.
- Femme du Moyen-Âge, buste en bronze doré et onyx, Salon de 1906.
- Pénitente, statuette en bronze doté et ivoire, Salon de 1907.
- Châtelaine, buste en bronze doré et biscuit, Salon de 1907.
- Nègre, buste en bronze, marbre et onyx, Salon de 1908.
- Patricienne, buste en bronze et marbre, Salon de 1909.
- Après le bain, la Source et Fillette, deux statuettes et un buste en bronze doré, Salon de 1910.
- Nègre, buste en bronze, marbre et pierre, Salon de 1910.
- Oulaid-Nail, statuette en bronze doré, Salon de 1911.
- Taureau, bas-relief en bronze, Salon de 1914[2].

Œuvres de Paul Loiseau-Rousseau
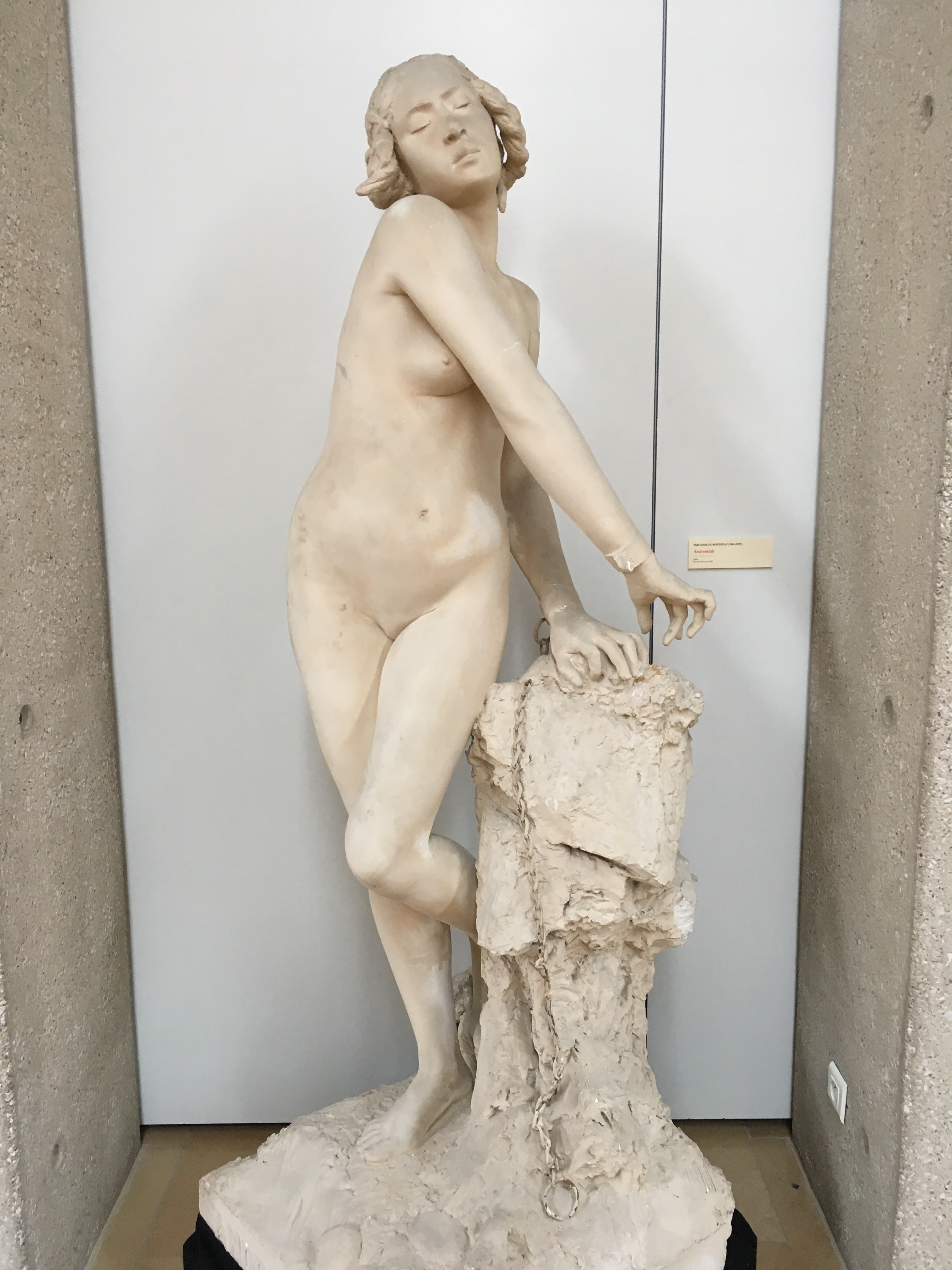
Andromède, musée d'Art et d'Histoire de Langres.
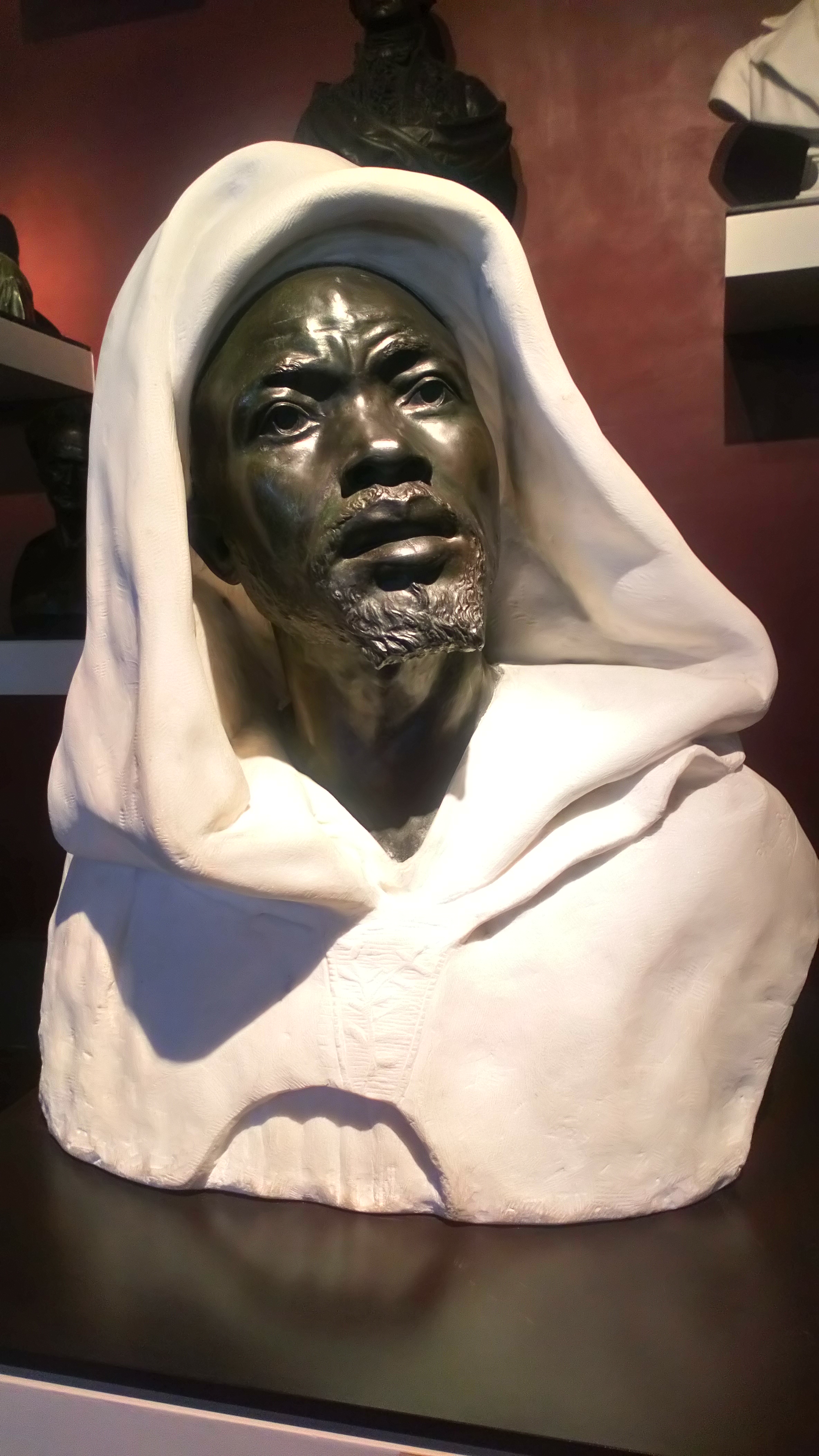
Salem, Nègre du Soudan, Amiens, musée de Picardie.
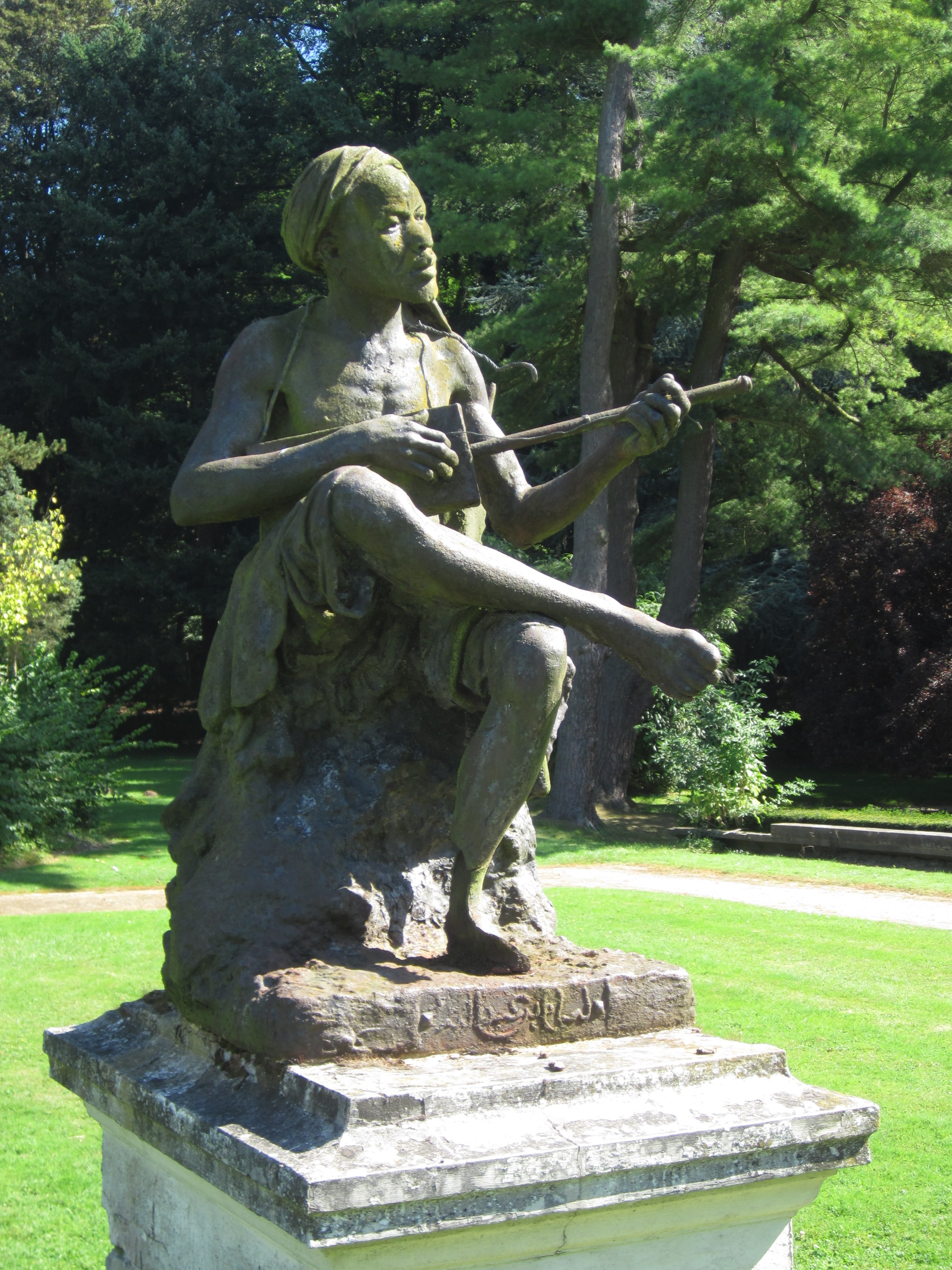
L'Arabe Salem (1897), Tervueren, parc du musée royal de l’Afrique centrale.